# Larry le liquidateur
Pour les articles homonymes, voir L'Argent des autres.
Pour plus de détails, voir Fiche technique et Distribution.
Larry le liquidateur (Other People's Money ; L'Argent des autres au Québec) est un film américain réalisé par Norman Jewison, sorti en 1991.

## Synopsis
Lawrence Garfield est un liquidateur de société en faillite au sang froid et est bien décidé à s'attaquer à l'entreprise dirigée par le patriarche, Andrew Jorgenson. Sachant sa société visée, ce dernier engage sa fille, une brillante avocate, pour surveiller Garfield et l'empêcher de prendre le contrôle de la société.

## Fiche technique
- Titre français : Larry le liquidateur
- Titre québécois : L'Argent des autres
- Titre original : Other People's Money
- Réalisation : Norman Jewison
- Scénario : Alvin Sargent d'après la pièce de théâtre de Jerry Sterner
- Photographie : Haskell Wexler
- Montage : Michael Pacek (en), Hubert C. de la Bouillerie (de)
- Musique : David Newman
- Producteurs : Norman Jewison, Ric Kidney (de)
- Société de production : Warner Bros., Yorktown Productions
- Pays :  États-Unis
- Langue : Anglais
- Format : Couleur - Dolby Digital - DTS - 35 mm - 1.85:1
- Genre : Comédie dramatique et romance
- Durée : 103 min
- Public : Tout public

## Distribution
- Danny DeVito (VF : Daniel Russo)  : Lawrence Garfield
- Penelope Ann Miller (VF : Martine Irzenski)  : Kate Sullivan
- Gregory Peck (VF : Roland Ménard)  : Andrew Jorgenson
- Piper Laurie : Bea Sullivan
- Dean Jones (VF : Michel Paulin)  : Bill Coles
- R. D. Call (VF : Jacques Richard)  : Arthur
- Bette Henritze (en) : Emma
- Tom Aldredge : Ozzie
- William De Acutis : Pfeiffer
- Ric Kidney (de) : Richardson
- Peter Brocco : Arthur, le valet de Garfield
- Kathy Najimy

## Autour du film
Il s'agit de l'avant-dernier film de Gregory Peck.